# Excursion Inlet (Alaska)
Excursion Inlet (Tlingit: Ḵuyeiḵ’ L’e.aan) ist ein Ort und ein census-designated place (CDP) im Haines Borough in Alaska. Das U.S. Census Bureau hatte bei der Volkszählung 2020 eine Einwohnerzahl von 40 ermittelt.

## Geographie
Excursion Inlet befindet sich im Alaska Panhandle im Südosten Alaskas an der gleichnamigen Bucht, einer Bucht an der Nordküste der Icy Strait, 50 km westlich von Juneau, der Hauptstadt von Alaska. Nächstgelegener Ort ist Gustavus, 16 km westlich. Excursion Inlet hat keinen Anschluss an das Straßennetz. Der Ort verfügt über eine Landestelle für Wasserflugzeuge.

## Geschichte
Das Gebiet wurde historisch von den Woosh-Kee-Tawn Tlingits genutzt. Am Excursion Inlet 1908 wurden zwei Lachs-Konservenfabriken gebaut. „Pacific American Fisheries“ (PAF) schloss 1935 ihr Werk. Die zweite Konservenfabrik brannte 1948 ab. 1942 errichtete die U.S. Army einen Umschlagplatz. 1945 wurde dieser stillgelegt. Die „Alaska Native Brotherhood and Sisterhood of Hoonah“ kaufte nach dem Krieg ein Gebäude in Excursion Inlet zur Nutzung als eine Versammlungshalle. „Pacific American Fisheries“ betrieb 1949 und 1950 ein Schiff als Kühlhaus und als Fischverarbeitungsanlage während der Fischerei-Saison. 1965 übernahm „Ward Cove Packing Co.“, eine Firma aus Ketchikan, den Standort. Die Anlage war bis 2002 in Betrieb, als sich die Marktbedingungen verschlechterten. 2003 wurde der Standort von „Ocean Beauty Seafoods“ übernommen. Excursion Inlet wurde 2000 ein census-designated place.

## Demografie
Zum Zeitpunkt der Volkszählung im Jahre 2020 (U.S. Census 2020) hatte Excursion Inlet 40 Einwohner auf einer Landfläche von 146,11 km². Von den Einwohnern waren 26 Weiße sowie 6 amerikanisch-indianischer Abstammung. Beim Zensus im Jahr 2000 wurden 10 Einwohner gezählt, 2010 waren es 12.